# شهرستان کسول (کارولینای شمالی)
شهرستان کسول، کارولینای شمالی (به انگلیسی: Caswell County, North Carolina) یک سکونتگاه مسکونی در ایالات متحده آمریکا است که در کارولینای شمالی واقع شده‌است.

## خصوصیات
شهرستان کسول ۱٬۱۰۸٫۵۲ کیلومترمربع مساحت دارد.